# Anantacāritra
Anantacāritra (jap. 無辺行, Muhengyō, dt. Unbegrenztes Praktizieren) ist ein Bodhisattva. Er wird im 15. Kapitel des Lotos-Sutra mit dem Namen Hervorquellen (von Scharen von Bodhisattvas) aus der Erde erwähnt, zusammen mit den Bodhisattvas Supratisthitacaritra (Praktizieren von friedlichem Stand), Viśuddhacāritra (Reines Praktizieren) und Viśistacāritra (Hervorragendes Praktizieren). Er symbolisiert die Ewigkeit als Bestandteil der Charakteristika der Buddhaschaft.